# Videojuego de estrategia en tiempo real

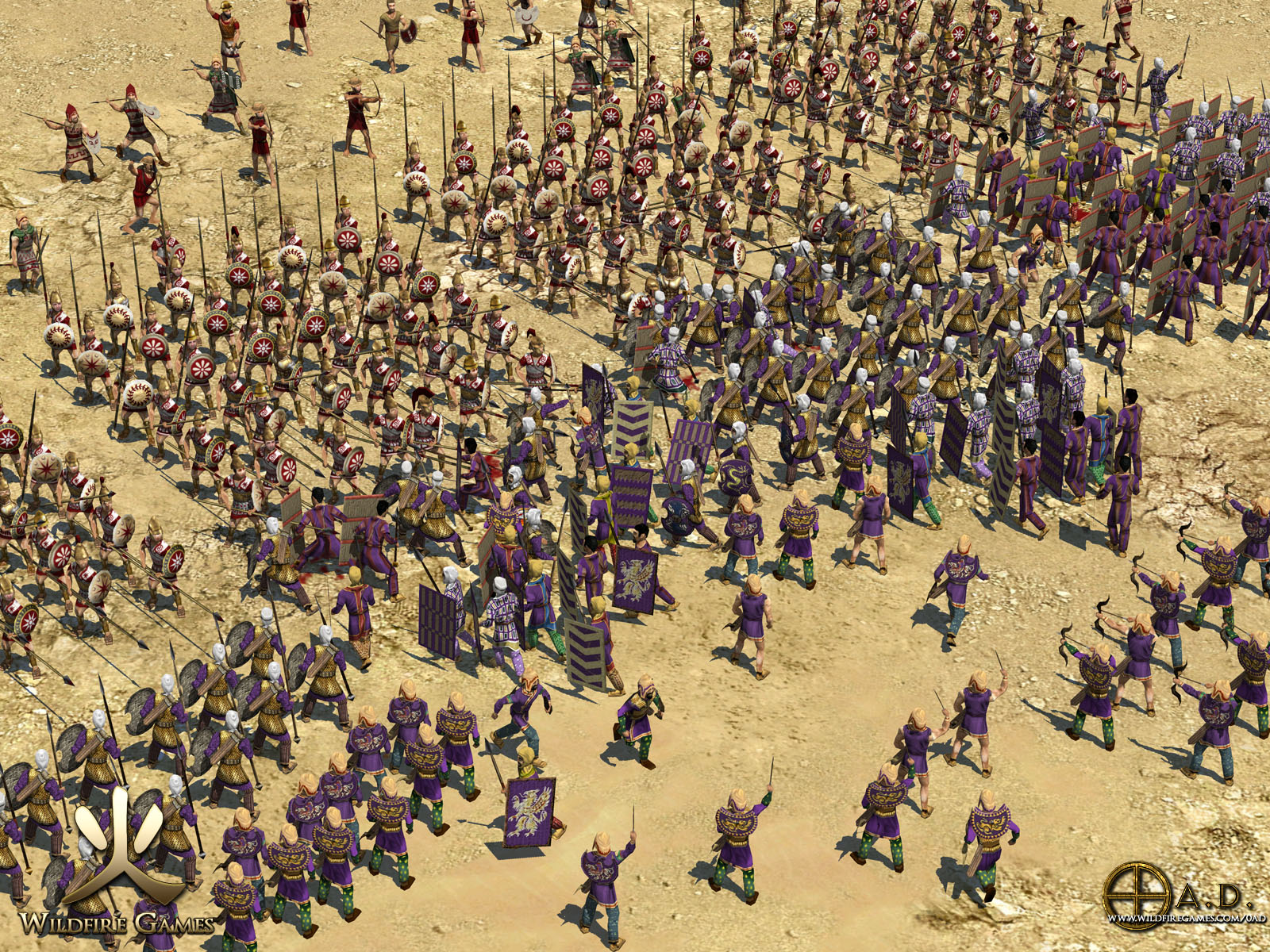
Captura de 0 A.D., un RTS libre.

Los videojuegos de estrategia en tiempo real o RTS (siglas en inglés de real-time strategy) son videojuegos de estrategia en los que no hay turnos sino que el tiempo transcurre de forma continua para los jugadores.
Los videojuegos en tiempo real son uno de los subgéneros de los juegos de estrategia más dinámicos que hay. Además, por regla general están más trabajados en el apartado gráfico, ya que al tener terrenos de juego más pequeños que otros subgéneros, se pueden representar más texturas sin alterar tanto el rendimiento.
Los RTS están pensados para ser jugados de forma muy dinámica y rápida. A diferencia de los basados en turnos no precisan un planteamiento tan pausado de las decisiones y se centran muy a menudo en la acción militar. La recolección de recursos suele ser simple, solo hay materias primas. Las batallas se representan a una escala de refriega, aunque hay varios juegos que se centran en representar batallas multitudinarias con millares de unidades en el terreno, como sucede en las batallas de la saga Total War.
El multijugador es el más extendido y popular de los demás subgéneros, pues se pueden hacer partidas rápidas y dinámicas que no llegan a la hora de juego.

## Tiempo real y tiempo real pausable
Normalmente en los RTS no se pueden dar órdenes con el tiempo en pausa. Sin embargo, también hay videojuegos que son en tiempo real regulable o pausable en los que se puede dar órdenes mientras el tiempo está detenido. Estos videojuegos suelen tener menos acción y más opciones que los de tiempo real convencional. En ocasiones se puede configurar bajo qué condiciones se parará el juego. Existen ejemplos de este tipo tanto en videojuegos de nivel estratégico como Empire Strike, Sacrifice, o la mayoría de los videojuegos de Paradox Interactive, la serie Hegemony o de táctica como por ejemplo Men of War: Assault Squad.

## Características
Los juegos RTS constan de características que pueden ser comunes en otros subgéneros de la estrategia pero únicos en los demás géneros de videojuegos. Las partidas se desarrollan en un mapa, que puede ser una ubicación real o no (indistintamente de lo fidedigna que sea), en el cual ocurre la acción. En el mapa podemos encontrar unidades, edificaciones, recursos y el moldeado del terreno.
Las unidades son individuos o grupos que forman una unidad independiente y se pueden controlar directamente con la interfaz del ordenador. Se puede tener un número determinado de unidades iguales o distintas, pero ese número depende de la población máxima por facción o las limitaciones de la campaña si es el caso. Estas unidades se suelen separar en unidades militares y unidades civiles. Las primeras están enfocadas al combate, en cambio las segundas son para la recolección de recursos y construcción de edificaciones.
Cada unidad posee un nivel de salud, que determina la cantidad de daño que pueden recibir antes de ser eliminadas. Puntos de ataque, que son los puntos de salud que quitan a los unidades enemigas por golpe. Los puntos de defensa, que es el valor de puntos de ataque que resisten por golpe. Dependiendo del juego puede haber más tipos de atributos variados. También existen las unidades que no tienen acción, normalmente suelen ser animales, árboles y demás recursos.
Las edificaciones son objetos generalmente inamovibles, aunque puede haber excepciones. Son construidos por las unidades, habitualmente las civiles. Se pueden agrupar en edificaciones productivas, de recolección y defensivas.
Las productivas son edificaciones que pueden generar unidades a cambio de recursos y un tiempo de espera determinado por unidad. En todos los juegos modernos se incluyen colas de producción, en las cuales se puede poner en cola a varias unidades para su creación y así poder atender otras tareas durante el proceso. Las de recolección son edificios enfocados a la recolección de recursos, son un punto donde las unidades recolectoras pueden depositar los recursos. Las defensivas son estructuras que pueden atacar a unidades enemigas, como el caso de las torres. Las murallas y muros están considerados defensivas aunque no ataquen ya que ofrecen una resistencia al avance del enemigo. Los edificios no tienen que ser solo de un tipo, pueden ser de varios, por ejemplo los edificios centrales que suelen ser los que crean unidades de recolección pueden crear unidades, atacar al enemigo y ser un punto para depositar recursos.
Finalmente está el moldeado del terreno, este determina la forma del mapa y las limitaciones de movilidad de las unidades. Por ejemplo las unidades terrestres no anfibias no pueden atravesar ríos, mares u océanos, y de la misma forma las unidades navales no pueden acceder a tierra firme.
También podemos destacar la cámara. Ésta determina la forma en la que vemos el campo de batalla o mapa.
Lo más normal en los RTS es la perspectiva isométrica, que se sitúa en la esquina inferior derecha y enfoca a la esquina superior izquierda. De esta forma tenemos un plano general bastante grande del terreno y se pueden ver las unidades y edificaciones de perfil. Aunque esta es la cámara por excelencia, en determinados juegos se puede usar otras cámaras para funciones cinemáticas. Estas habitualmente son planos generales de uno o varios personajes del juego durante algún evento cinemático. Con el paso de los años se han ido añadiendo funciones a las cámaras, inicialmente la cámara era fija, solo se podía mover hacia los lados o los bordes. Posteriormente se añadieron cuatro posiciones de cámara adicionales para rotar el mapa y poder ver objetos que quedaban tapados por alguna parte del terreno. A partir de la introducción de los juegos en tres dimensiones las cámaras se han vuelto dinámicas, pues podemos rotar la cámara en cualquier posición y alejar o acercar el zoom.
Finalmente podemos destacar el minimapa. Aunque esta característica es compartida con otros géneros como los RPG, es muy característica e importante para los juegos RTS. En el minimapa podemos visualizar en todo momento el movimiento de unidades y la posición de edificaciones de todo el mapa o de toda la zona visible del mapa. También se pueden ver recursos y el moldeado del terreno como ríos, montañas, acantilados, etc.  Es vital para crear estrategias y gestionar los recursos del mapa, además de poder avistar ataques enemigos que no vemos en la cámara. Con el paso de los años se han ido introduciendo características nuevas, aunque no tan importantes. Varios ejemplos serían: El Metamapa: es una mezcla de minimapa en pantalla completa. Agrupación de unidades en grupos predefinidos. Puntos de experiencia y niveles para las unidades y edificios, que fue una característica adaptada de los RPG. Habilidades generales de acción, que son ataques o succesos que se pueden invocar cada determinado tiempo, pero que no se relacionan con ninguna unidad o edificio. Terreno destructible, en el cual las unidades pueden modificar terreno. Control por voz, donde el jugador puede dirigir unidades a través de un micrófono con palabras predefinidas.

## Modos de juego
Por lo general tienen dos vertientes.
La primera se basa en el juego de un jugador, donde hay una campaña o una serie de campañas que pueden estar conectadas en las cuales suele haber un héroe o un personaje característico con unos rasgos muy marcados. En esas campañas suelen discurrir situaciones épicas o históricas.
En la segunda vertiente, el juego se enfoca en modo multijugador, casi en su totalidad en red o a través de internet. Aquí no es habitual la aparición de héroes, y prima la habilidad de gestionar y administrar la población y ejércitos de forma rápida y eficaz.

### Modo campaña
Los modos campaña de los juegos RTS son contenidos del videojuego enfocados generalmente a un jugador. En algunos de los juegos más modernos existe la posibilidad de hacer campaña en modo cooperativo, que sería una mezcla de modo campaña y modo multijugador. Las campañas están organizadas como un conjunto de misiones lineales, aunque puede haber flashbacks, donde se narra la parte de la historia de una civilización, raza, etnia o grupo de individuos. En la mayoría de los casos siempre hay uno o varios héroes que lideran las misiones. Hay videojuegos donde la historia está muy enfocada a los héroes y sus aventuras, como sería el caso de la saga Warcraft, en cambio hay otros donde están claramente dirigidos a civilizaciones o razas, como sería el caso de la saga Age of Empires. Con frecuencia en las campañas se tiene acceso a unidades o edificios que en otros modos no están disponibles, eso de debe a la necesidad de adaptar la misión en cuestión a la historia sin desequilibrar las diferentes facciones jugables.
Los héroes que aparecen en las campañas se suelen agrupar en dos tipos diferentes: Los héroes principales, suelen tener un carácter marcado donde las decisiones que toman influyen en las misiones. Además tienen unos atributos como un nivel de salud o puntos de ataque superiores a las unidades normales. Además pueden tener habilidades únicas. Generalmente en las misiones hay que mantener al héroe vivo para continuar. Por otro lado, están los héroes secundarios. Estos suelen tener un carácter menos marcado y no tienen mucha importancia dentro de la historia; suelen servir para enlazar correctamente la historia dentro de las misiones. Aunque lo habitual es que haya como mínimo dos héroes principales, un protagonista y un antagonista, hay varios videojuegos donde no hay héroes principales.

### Modo mapa aleatorio o refriega
Este modo de juego presente en casi todos los juegos consiste en realizar batallas en mapas donde el jugador puede elegir el escenario, los parámetros de recursos, la cantidad de facciones involucradas y las alianzas entre ellas. No tienen relación con la historia, y no aparecen héroes a no ser que el juego esté concebido para ello, aunque siempre son héroes secundarios sin relación con el modo campaña.
Existen varios submodos de juego dependiendo del videojuego, que por lo general son los mismos que en los modos multijugador.

### Modo multijugador
Históricamente los modos multijugador de los videojuegos RTS han estado enfocados al juego en red. Eso sucedía por la limitación del ancho de banda de los inicios. Hoy en día hay muchos que tienen un contenido para internet muy importante e incluso son exclusivos para jugar en internet (llamados MMORTS o MMORVR). En modo multijugador se puede dar el caso que se incluyan facciones controladas por el ordenador, aunque no es muy habitual. Los jugadores escogen sus alianzas antes de empezar la batalla en un menú, todo muy parecido a una partida de mapa aleatorio. Una vez establecidos todos los parámetros el juego se lanza.
En los primeros juegos que soportaba multijugador por internet no había servidores dedicados, de esta forma si se perdía la conexión con el anfitrión durante el juego se terminaba la partida. Este último punto se ha ido solucionando con la implementación de servidores dedicados por parte de las desarrolladoras. En los juegos más modernos hay implantado un sistema de handicap para poder nivelar a los jugadores expertos con los principiantes.

## Subgéneros e híbridos
- Videojuegos 4X: con frecuencia el término estrategia en tiempo real responde a este subgénero específico aunque es una parte más del todo. Su mecánica de juego tradicional es la de construcción de imperios en 4 fases: explorar, expandir, explotar (recursos) y exterminar, de ahí su nombre 4x, aunque también los hay más simples en los que lo fundamental es el ciclo: 1) recolectar recursos; 2) construir edificios y unidades; 3) batalla. Cuentan con menos aspectos de diplomacia, política o comercio. Dune (1992) es considerado el iniciador de este subgénero. Con el paso del tiempo han ido evolucionando a juegos de mundo abierto y masivo.[1] Ejemplos más conocidos: Dune, Command & Conquer, Warcraft, StarCraft, Homeworld, Age of Empires, Empire Earth, Crowfall, EVE Online, entre otros.

- MOBA/Tower defense: en el primer tipo los jugadores controlan a un solo personaje que suele tener varias habilidades y ventajas que mejoran con el transcurso de la partida, generalmente con poderes y capacidades únicas en un equipo, que compite contra otro equipo de jugadores, el objetivo es destruir la estructura principal del equipo oponente con la ayuda de unidades controladas por computadora generadas periódicamente que avanzan a lo largo de caminos establecidos. El segundo tipo coincide con el primero en el uso y protección de las estructuras (torres) que protegen los caminos de ser invadidos por el enemigo, pero se diferencian en que en los juegos de este tipo el jugador no controla a ningún personaje, sino que decide donde construir las torres y demás unidades que ayudan a su defensa.

- Táctica en tiempo real: este subgénero es el que se ha vuelto más popular en los últimos años, debido a su hibridación con los juegos de disparos mediante el rol de comandante, siendo este un jugador más del equipo que posee ciertas habilidades de mando, despliegue y organización del grupo; otros juegos de este subgénero se basan en el control de un escuadrón por el propio jugador, realizando acciones individuales con cada miembro de este. Ejemplos: Squad, las franquicias Rising Storm y ARMA, Foxhole, Empires Mod, Hell Let Loose, Post Scriptum, Commandos, etc.